# 職業訓練指導員 (ガラス科)
職業訓練指導員 (ガラス科)（しょくぎょうくんれんしどういん ガラスか）は、職業訓練指導員免許のうちの1つ。厚生労働省管轄。

## 受験資格
職業訓練指導員免許の受験資格と試験免除を参照。ガラス製品製造技能士の保有者など。

## 試験科目

### 学科試験
1. 指導方法（職業訓練原理、教科指導法、訓練生の心理、生活指導及び職業訓練関係法規）
2. 関連学科
  1. 系基礎学科
    1. 無機工業化学（ガラスの性質及び組織構造）
    2. 材料（ガラス　加工用材料）
    3. 安全衛生（安全管理　衛生管理）

  2. 専攻学科
    1. 製造法（溶解法　加工法　製造機械　加工機械）

### 実技試験
1. ガラス製品製造
2. ガラス製品加工